# Bianchi V 3-S 7
Der Bianchi V 3-S 7 ist ein Pkw-Modell. Hersteller war Bianchi aus Italien. Eine andere Quelle gibt sowohl Bianchi M 3 als auch Bianchi V 3 an.

## Beschreibung
1927 wagte es Bianchi, dieses Achtzylindermodell auf den Markt zu bringen. Es konkurrierte mit dem Fiat 525 und dem Lancia Dilambda.
Der Achtzylinder-Reihenmotor hatte 68 mm Bohrung und 94 mm Hub. Das ergab 2731 cm³ Hubraum. Der Motor leistete 72 PS bei 4000 Umdrehungen in der Minute. OHV-Ventilsteuerung wird genannt. Als Höchstgeschwindigkeit sind 115 km/h angegeben.
Standard für die damalige Zeit waren Frontmotor, Kardanwelle und Hinterradantrieb. Das Fahrgestell hatte 331 cm Radstand.
Die Karosserien ähnelten jenen des kleineren Bianchi S 5. Natürlich war die Motorhaube länger, da der Motor länger war.
1928 endete die Produktion. Der Absatz blieb gering. Der S 8 wurde Nachfolger.